# Gustaf Fredrik Nordqvist
Gustaf Fredrik Nordqvist, född 19 september 1847 i Skogsbygdens socken, död 12 november 1925 i Kullings-Skövde socken, var en svensk frikyrkoman.
Gustaf Fredrik Nordqvist var son till arrendatorn Johan Nilsson. Han blev tidigt faderlös, fick skolundervisning i Alingsås 1861–1863 och i Göteborg 1865–1868, varefter han på grund av sjukdom blev tvungen att avbryta sina studier. Svårigheterna och inflytande från en kolportör från Evangeliska Fosterlandsstiftelsen blev frälst. I hemtrakten började Nordqvist att föreläsa ur Bibeln och Rosenius skrifter och övergick snart till att hålla egna predikningar. 1869 grundade han en missionsförening i Nårunga socken, som han ledde till 1904. 1905 flyttade han till Vårgårda, där han fortsatte sin predikantverksamhet till 1916. I sin trosuppfattning orienterade sig Nordqvist efterhand från Rosenius mot Waldenström och kom att sätta sin prägel på hembygdens religiösa liv och påverka utvecklingen mot en allt radikalare frikyrklighet och separation från statskyrkan, vilket tog sig sitt främsta uttryck i ökade lekmannadop och fri nattvardsgång. Nordqvist bidrog till att församlingsverksamheten i Nårunga efter dåtida mått blev synnerligen livlig. Hans förmåga att vinna ungdomar till församlingen, främst genom ungdomsskolor, där förutom bibelkunskap även profan undervisning gavs blev uppmärksammad, och ledde till att efter församlingens anslutning till Svenska Missionsförbundet 1890 utsågs Nordqvist till redaktör för församlingens nystartade organ Ungdomsvännen. Nordqvist bidrog där 1897–1900 med andliga betraktelser, levnadsteckningar och dikter. Han lät 1900 utge en historik över församlingen, Läseriet i Norunga 1859–1899.